# Marianna Palka
Marianna Bronislawa Barbara Palka (Glasgow, 7 settembre 1981) è un'attrice, regista e sceneggiatrice britannica.
Ha origini polacche.

## Filmografia parziale

### Attrice
Cinema
- Good Dick, anche regista (2008)
- Neds, regia di Peter Mullan (2010)
- Always Worthy, anche regista (2015)
- Scottish Mussel, regia di Talulah Riley (2015)
- Contracted: Phase II, regia di Josh Forbes (2015)
- Forever, regia di Tatia Pilieva (2015)
- Bitch, anche regista (2017)
- The Adventures of Thomasina Sawyer, registi vari (2018)

Televisione
- GLOW - serie TV, 23 episodi (2017-2019)

### Regista
- Good Dick (2008)
- Always Worthy (2015)
- Bitch (2017)
- Egg (2018)
- Collection (2021)

### Sceneggiatrice
- Good Dick (2008)
- Bitch (2017)